# Глушково-Второе
Глушко́во-Второ́е (укр. Глушкове Друге) — село,
Заможненский сельский совет,
Глобинский район,
Полтавская область,
Украина.
После Войны множество хуторов было объеденено под общим названием Глушково, по левую сторону дороги Федоровка -Броварки Глушково (ликвидировано в 2001 году), а по правую Глушково 2-е
Село указано на трехверстовке Полтавской области. Военно-топографическая карта.1869 года как хутор Глушков
Код КОАТУУ — 5320682504. Население по переписи 2001 года составляло 51 человек.

## Географическое положение
Село Глушково-Второе находится в 2,5 км от правого берега реки Хорол и на расстоянии до 2,5 км от сёл
Заможное, Глубокое, Майдановка и Глушково.